# John Knowles Paine
John Knowles Paine, född  9 januari 1839, död 25 april 1906, var en amerikansk tonsättare som räknas som medlem i den andra New England skolan, vars kompositörer valde att studera i Tyskland och anammade den tyska musikens metoder och stil. 
Paines första symfoni från 1872-75 är skriven i Ludwig van Beethovens och Robert Schumanns tradition. I vissa avseenden föregår den Johannes Brahms första symfoni som kom ut året därpå. Hans andra symfoni från 1880 har också tydlig schumannsk form och visar hög klass på instrumentering och starkt personlig klang.

## Verkförteckning (urval)
Opera
- Azara

Orkesterverk
- Symfoni nr 1 i c-moll op. 23
- Uvertyr As You Like It, op. 28
- Symfonisk dikt The Tempest,  op. 31
- Symfoni nr 2 i A-dur "In Spring" op. 34
- Preludium till Oedipus Tyrannus op. 35

Kör och orkester
- Mässa i D-dur
- Oratorium St. Peter op. 20

Orgel
- Konsertvariationer på en österrikisk hymn op. 3
- Fantasie über "Ein' feste Burg" op. 13
- Preludium i h-moll op. 19